# Хмельницька єпархія УАПЦ
Хмельницька єпархія — єпархія УАПЦ на території Хмельницької області.

## Історія
Переглянути рішення про призначення єпископа Мстислава (Гука) керуючим Хмельницькою єпархією постановили в УАПЦ після того, як його не прийняло єпархіальне духовенство.
Рішення про це призначення було прийняте на Архиєрейському Соборі УАПЦ 4 травня 2017 року.

## Правлячий архієрей
- Антоній (Фіалко) 1991—1992
- Адріан (Кулик) 2011—2013[2]
- Мстислав (Гук) 2017